# Pinto (Santiago del Estero)
Pour les articles homonymes, voir Pinto.
Pinto (anciennement appelée Estación Mitre) est une ville et le chef-lieu du département d'Aguirre, dans la province de Santiago del Estero en Argentine.
Elle est située à 245 km de la capitale provinciale. Sa population représente plus de la moitié de celle de son département.